# Mesoplanodes babyrussus
Mesoplanodes babyrussus is een keversoort uit de familie van de boktorren (Cerambycidae). De wetenschappelijke naam van de soort werd voor het eerst geldig gepubliceerd in 2011 door Yamasako & N. Ohbayashi.